# Baltinava
Baltinava – wieś na Łotwie, w krainie Łatgalia, w novadsie Balvi. W latach 2009–2021 stolica novadsu Baltinava. Według danych na rok 2007 miejscowość zamieszkiwało 721 osób, a na rok 2015 miejscowość zamieszkiwało 485 osób.